# Головари
Головари — деревня в Гусь-Хрустальном районе Владимирской области России, входит в состав Муниципального образования «Посёлок Мезиновский».

## География
Деревня расположена в 12 км на северо-восток от центра поселения посёлка Мезиновский и в 17 км на юго-запад от Гусь-Хрустального. 

## История
В XIX — начале XX века деревня входила в состав Демидовской волости Касимовского уезда Рязанской губернии, с 1926 года — в составе Палищенской волости Гусевского уезда Владимирской губернии. В 1859 году в селе числилось 31 дворов, в 1905 году — 82 двора, в 1926 году — 108 дворов.
С 1929 года деревня являлась центром Головаревского сельсовета Гусь-Хрустального района, с 1940 года — в составе Деминского сельсовета, с 1954 года — в составе Нечаевского сельсовета, с 2005 года — в составе Муниципального образования «Посёлок Мезиновский».

## Население
| 1859 | 1905 | 1926 | 2002 | 2010 | 2021 |
| ---- | ---- | ---- | ---- | ---- | ---- |
| 295  | ↗678 | ↘534 | ↘10  | ↗17  | →17  |